# Esperxats de l'Estany

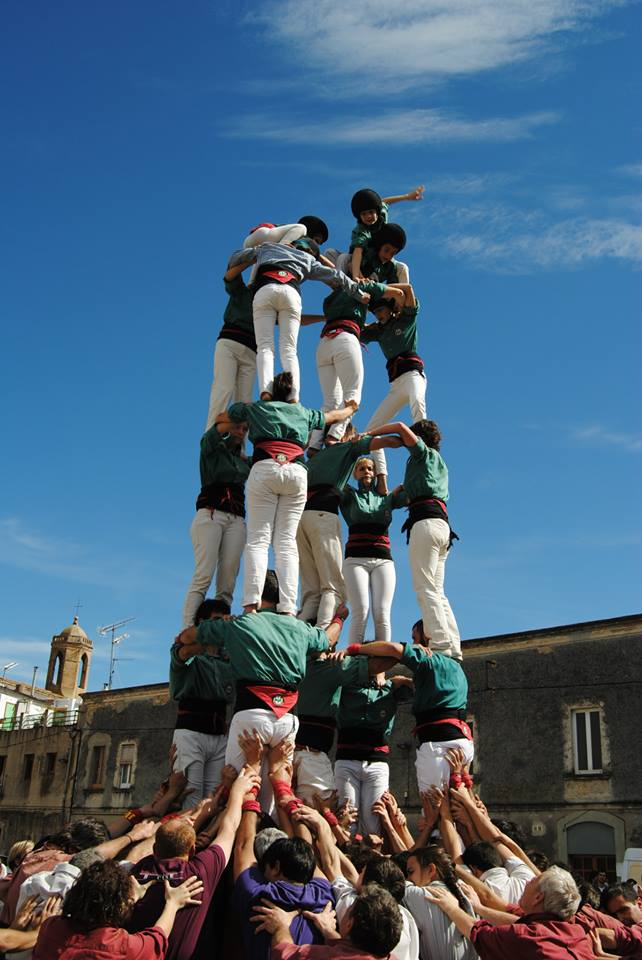
Primer 5 de 6 de la colla

Els Esperxats de l'Estany són una colla castellera del Pla de l'Estany, fundada el 2012. Vesteixen amb camisa de color blau-verd estany i els seus millors castells són el 5 de 7, el 4 de 7 amb agulla, el 3 de 7 i el 4 de 7.

## Història
La Colla Castellera Esperxats de l'Estany va iniciar els seus passos el 17 de març del 2012 amb un taller obert a tothom que s'impartia al Centre Cívic de Porqueres. Aquest taller es va originar arran de la inquietud de dues persones que havien descobert el món dels castells a les seves respectives universitats i que volien transmetre-ho al seu entorn. El taller es convertí, durant l'estiu del 2012, en una entitat cultural de ple dret que ja agrupava una trentena de persones.
La primera actuació destacable va ser per les festes de St. Martirià de Banyoles de 2012 on es va poder comprovar la viabilitat del projecte i les ganes i motivacions dels seus membres, tot i estar en una zona de poca tradició castellera. La colla va ser batejada oficialment el 18 de maig de 2013, va ser acceptada com a «colla en formació» per la Coordinadora de Colles Castelleres de Catalunya el 9 de setembre del 2013 i com a colla de ple dret al cap d'un any, el 8 setembre de 2014.
El 2016 va ser un any ambiciós per la colla on es van poder recollir uns bons resultats. Va tenir el seu punt àlgid a la Festa Major de Banyoles on, amb més de 100 camises, es va estrenar el 3d6ps i es va portar a plaça per primer cop un castell de set que va quedar en intent desmuntat.
L'any següent, el 2017, va comportar definitivament el salt als castells de set pisos. Ho van aconseguir el 30 de setembre de 2017, a Cornellà del Terri durant la celebració de la Fira de l'All, i van descarregar durant la mateixa actuació tant el 3d7 com el 4d7. Van repetir el doblet de set dues vegades més abans d'acabar la temporada convertint-se en una de les colles emergents de la categoria de set pisos de la temporada 2017.
A l'any 2024 van arribar els primers castells de la gamma mitjana de set. A la Diada, van poder estrenar el 4d7a acompanyat del també inèdit 9d6. Per l'actuació de Festa Major, van poder repetir el 4d7a i hi van sumar l'estrena del 5d7. Van completar l'actuació amb el 3d7 i el primer Vd5 de la colla, convertint-se en la primera vegada que podien ajuntar 3 castells de 7.

La colla també realitza diverses activitats especials com els castells a dins l'estany des del 2013 i els assajos a la fresca des del 2014. Durant la pandèmia van publicar el conte infantil autoeditat "Una aleta blau-verda".

## Castells
A continuació es pot veure una taula amb tots els castells assolits per la colla. Es pot observar la data, la diada i la població on van ser descarregats per primera vegada.
| Construcció                 | Data                   | Diada                     | Població            |
| --------------------------- | ---------------------- | ------------------------- | ------------------- |
| 5 de 7                      | 20 d'octubre de 2024   | Diada Festa Major         | Banyoles            |
| Vano de 5                   | 20 d'octubre de 2024   | Diada Festa Major         | Banyoles            |
| 9 de 6                      | 18 de maig del 2024    | X Diada Esperxada         | Porqueres           |
| 4 de 7 amb agulla           | 18 de maig de 2024     | X Diada Esperxada         | Porqueres           |
| 3 de 7                      | 30 de setembre de 2017 | Fira de l'All             | Cornellà del Terri  |
| 4 de 7                      | 30 de setembre de 2017 | Fira de l'All             | Cornellà del Terri  |
| 7 de 6                      | 13 de maig de 2017     | V Diada Esperxada         | Banyoles            |
| 3 de 6 aixecat per sota     | 23 d'octubre de 2016   | Actuació de Barraques     | Banyoles            |
| 6 de 6                      | 19 d'octubre de 2014   | Actuació de Barraques     | Banyoles            |
| 2 de 6                      | 19 d'octubre de 2014   | Actuació de Barraques     | Banyoles            |
| 5 de 6 margarita            | 19 d'octubre de 2014   | Actuació de Barraques     | Banyoles            |
| Pilar de 5                  | 11 d'octubre de 2014   | Diada dels Xerrics d'Olot | Olot                |
| 5 de 6                      | 16 de març de 2014     | II Aniversari Esperxat    | Banyoles            |
| 4 de 6 amb agulla           | 20 d'octubre de 2013   | Actuació de Barraques     | Banyoles            |
| Pilar de 4 caminat          | 20 d'octubre de 2013   | Actuació de Barraques     | Banyoles            |
| 3 de 6 amb agulla           | 6 d'octubre de 2013    | Fira de l'Aigua           | Caldes de Malavella |
| Pilar de 4 aixecat per sota | 4 d'agost de 2013      | Festa Major de Beuda      | Beuda               |
| 4 de 6                      | 18 de maig de 2013     | Diada del Bateig          | Porqueres           |
| 3 de 6                      | 18 de maig de 2013     | Diada del Bateig          | Porqueres           |
| Pilar de 4                  | 5 d'octubre de 2012    | Actuació de Barraques     | Banyoles            |

## Temporades
A continuació es relacionen tots els castells que s'han fet cada temporada, segons la base de dades de la CCCC.
| Castells descarregats «d», carregats «c», intents «i» i intents desmuntats «id» amb el format següent: d(c) iid |      |          |      |      |     |       |       |          |       |      |         |            |
| Any | 4d6  | 3d6      | 3d6a | 4d6a | 7d6 | 5d6   | 3d6ps | 2d6      | pd5   | 4d7  | 3d7     | Actuacions |
| 2013 | 3    | 5 2      | 3    | 1    |     |       |       | 2        |       |      |         | 8          |
| 2014 | 10 1 | 9(2) 1   | 5    | 1    |     | 5 1   |       | 1        | 1     |      |         | 15         |
| 2015 | 7 1  | 12(1)    | 9 3  | 2 2  |     | 2 2   |       | 3 5      | 6(1)  |      |         | 16         |
| 2016 | 9    | 10(1) 5  | 4 2  | 3    |     | 6     | 2     | 2(1)     | 1     |      | 1       | 16         |
| 2017 | 7    | 12 1     | 7    | 2 1  | 2   | 6 1   | 2     | 6 1      | 6(1)  | 3 1  | 3       | 20         |
| 2018 | 5    | 7 1      | 8 1  | 5    | 1   | 6 1   |       | 6        |       | 3 1  | 6(1)    | 18         |
| 2019 | 8 1  | 6        | 9    | 3    | 1   | 8     |       | 2        | 1     | 3    | 2       | 14         |
| 2020 |      |          |      |      |     |       |       |          |       |      |         | 0          |
| 2021 | 1 1  | 1        | 1 1  |      |     |       |       |          |       |      |         | 1          |
| 2022 | 6 1  | 7        | 8 1  | 1    | 1   | 4     | 4     | 7 2      |       |      | 2       | 14         |
| 2023 | 9    | 8        | 8    | 4    | 1   | 5     |       | 3        | 7(1)  | 4 1  | 6       | 17         |
| Total | 65 5 | 77(4) 10 | 62 8 | 22 3 | 6   | 42 14 | 8     | 30(1) 28 | 22(3) | 13 3 | 19(1) 1 | 139        |

| Any       | 2d6      | pd5   | 9d6                       | 4d7  | 3d7     | 4d7a                      | 5d7                       | Actuacions |
| --------- | -------- | ----- | ------------------------- | ---- | ------- | ------------------------- | ------------------------- | ---------- |
| Anteriors | 30(1) 28 | 22(3) | 0,000_0,000_0,000_0,000 ! | 13 3 | 19(1) 1 | 0,000_0,000_0,000_0,000 ! | 0,000_0,000_0,000_0,000 ! | 139        |
| 2024      | 1        | 4     | 1                         | 4    | 10 1    | 2                         | 2                         | 14         |
| Total     | 31(1) 28 | 26(3) | 1                         | 17 3 | 29(1) 2 | 2                         | 2                         | 153        |

- Pel recompte d'actuacions es compten les actuacions en solitari només si s'ha fet un castell superior al pd4 (per diferenciar actuacions de tallers i pilars commemoratius i festius)